# Lockhartia variabilis
Lockhartia variabilis är en orkidéart som beskrevs av Oakes Ames och Charles Schweinfurth. Lockhartia variabilis ingår i släktet Lockhartia och familjen orkidéer.
Artens utbredningsområde är Panamá. Inga underarter finns listade i Catalogue of Life.